# Achilles Last Stand
Achilles Last Stand är en låt av Led Zeppelin på albumet Presence från 1976. Låten är skriven av Robert Plant och Jimmy Page. Arbetsnamnet var "Wheelchair Song", därför att Robert Plant satt i en rullstol under inspelningen av låten. Det är den tredje längsta låten i Led Zeppelins katalog.